# Registro de Viamão
O Registro de Viamão localizava-se na margem esquerda do rio dos Sinos, na altura da sua confluência com a margem direita do arroio da Guarda, na localidade de Guarda Velha, atual município de Santo Antônio da Patrulha, no estado brasileiro do Rio Grande do Sul.

## História
Esta estrutura iniciou-se como uma simples "guarda", entre outras dispostas ao longo da Estrada de Tropas, antigo caminho que ligava a localidade de Santo Antônio da Patrulha, no Rio Grande do Sul, a Sorocaba, no interior de São Paulo. Essa Guarda foi instalada entre o segundo semestre de 1737 e o primeiro de 1738, tendo sido guarnecida, na ocasião, por um tenente, um sargento, vinte soldados de dragões e oitenta cavalos. Suas funções iniciais eram as de simples registro de pessoas e de animais que por aquele caminho transitavam, bem como a prisão de desertores.
A partir de fins de 1739, iniciou-se a cobrança de uma taxa de 1$000 réis por animal - principalmente cavalar e muar -, em trânsito com direção a São Paulo. A pesquisa (JACOBUS, 1996) aponta que, mais tarde (6 de Novembro de 1751), os direitos de cobrança de taxas aos tropeiros no Registro de Viamão, são arrematados em Lisboa, pelo prazo de três anos, por 3:630$000 réis anuais. A cobrança se iniciou a partir de 1 de Outubro de 1752, momento que a antiga guarda se teria transformado em Registro.
As instalações do Registro compreendiam uma cerca atravessando a estrada, tendo em seu centro uma porteira fechada com chave, três ranchos - o do Registro, o do Corpo da Guarda e um para depósito de couros -, e três currais - um para os cavalos da guarda, um para descanso dos animais em trânsito, e um para apreensão dos animais conduzidos indevidamente.
Entre as funções do provedor do Registro (seu administrador), encontravam-se as de:
- mandar prender tropeiros e animais que fossem encontrados em picadas fora da estrada do Registro;
- impedir a entrada, no território do Rio Grande, de desertores, de devedores da Fazenda Real, e de casais, mandando-os presos para Viamão;
- impedir que burros, burras e éguas, subissem a serra, para evitar a diminuição das crias da província do Rio Grande;
- impedir a ida de mulas oriundas da região platina, o que caracterizava o seu contrabando;
- encarregar-se da manutenção dos cavalos dos soldados da guarda do Registro;
- solicitar ao almoxarifado da Aldeia dos Anjos tudo o que fosse necessário para municiar os soldados da guarda;
- examinar o que passasse pela porteira do Registro, que ele deveria abrir com chave; e

cobrar as taxas devidas aos tropeiros.
As funções dos soldados da guarda eram as de patrulhar toda a região a cavalo em suporte às funções do Provedor, bem como acompanhá-lo enquanto procedia à cobrança das taxas.
Entre Junho de 1738 e Agosto de 1753 foram identificados dois tenentes no comando da guarda do Registro: Francisco Barreto Pereira Pinto (AHRGS, 1977, 123 apud JACOBUS, 1996) e Francisco Pinto Bandeira (NEIS, 1975a, 76 apud JACOBUS, 1996).
A importância do Registro cresceu ao longo da segunda metade do século XVIII até ser desativado no início do século XIX, o que é comprovado pelo aumento dos valores da arrematação dos contratos, iniciados no período de 1752-1754 com 3:630$000 réis anuais, como acima, até atingirem 31:100$000 réis por ano para o período de 1806-1808, arrematado em 19 de Dezembro de 1805 na Junta de Fazenda Real em Porto Alegre (AHRGS, F1182, 107-115 apud JACOBUS, 1996). A importância do comércio de gado cavalar e muar na região, bem como o volume de movimento no Registro de Viamão, contribuíram para a fixação de população, principalmente estancieiros, na região que compreendia o nordeste do atual estado e a atual região metropolitana de Porto Alegre.
Tudo leva a crer que o Registro tenha sido desativado no segundo semestre de 1808. Uma ordem régia de 23 de Junho de 1808 instruiu o governador do Rio Grande, Paulo José da Silva Gama, a que, com o auxílio de um engenheiro e de tropeiros conhecedores da região, transferissem o Registro de Santa Vitória e indicassem qual a melhor estrada para enviar tropas da região de Rio Pardo para a de São Paulo. Em 14 de Dezembro de 1808 foi arrematado pela primeira vez o "(...) passo de Santo Antônio da Patrulha (...)", para o triênio 1809-1811, pelo valor de 60$ [60:000$000?] réis/ano (AHRGS, F1182 155-156 apud JACOBUS, 1996), cessando as informações sobre o Registro de Viamão.
Para a extinção do Registro contribuiu o progressivo abandono da Estrada pelos tropeiros, de vez que os estancieiros do litoral e dos Campos de Viamão passaram a se interessar pela criação de gado bovino, para alimentar a indústria de charque, em expansão. Com isso, o gado cavalar e muar passou a ser obtido pelos tropeiros mais a oeste, onde se abriu o Caminho Novo da Vacaria, atingindo a região das Missões.
O sítio arqueológico formado a partir do abandono do local onde existiu o Registro de Viamão foi objeto de duas intervenções de pesquisa arqueológica, uma em Novembro de 1965 sob a coordenação do Programa Nacional de Pesquisas Arqueológicas (PRONAPA), e outra, em Janeiro de 1995, pelo Projeto Arqueológico de Santo Antônio da Patrulha (PASAP), ambos prepostos do Museu de Arqueologia do Rio Grande do Sul (MARSUL) (JACOBUS, 1996).